# Erik Jan Kooiman
Asuerus „Erik“ Jan Kooiman (* 28. června 1986 Ammerstol) je nizozemský rychlobruslař.
Po roce 2001 se příležitostně účastnil rychlobruslařských závodů. K tomuto sportu ho však definitivně přivedl v roce 2014 jeho učitel na vysoké škole. Kooiman se tehdy zúčastnil nizozemského mistrovství, kde byl třetí v závodě na 10 000 m. V listopadu 2014 debutoval na této trati také ve Světovém poháru. Ze své první velké mezinárodní akce, Mistrovství světa na jednotlivých tratích 2015, si přivezl z desetikilometrové distance stříbrnou medaili, o rok později vybojoval na téže trati bronz.